# David Balaguer
David Balaguer (17 agosto 1991) è un pallamanista spagnolo.
Fa parte della Nazionale spagnola, con la quale ha partecipato ai mondiali del 2017.